# Muniz Freire Futebol Clube
El Muniz Freire Futebol Clube fue un equipo de fútbol de Brasil que jugó en la Copa de Brasil, el torneo de copa de fútbol más importante del país.

## Historia
Fue fundado el 1 de mayo de 1930 en el municipio de Muniz Freire del estado de Espirito Santo en homenaje a José de Melo Carvalho Muniz Freire, quien fuera gobernador del estado. En 1935 se fusiona con el Sport Club Ypiranga de Muniz Freire que estaba en problemas financieros y fue hasta 1949 que se afilió a la federación estatal.
En 1988 se convirtió en un equipo profesional,logrando llegar a la final de la segunda división estatal en ese año y un año después logra el ascenso al Campeonato Capixaba. Tras dos temporadas en la primera división estatal logra el título al vencer en la final al Desportiva Ferroviária con un marcador global de 3-2. Luego de lograr el título estatal logró la clasificación para la Copa de Brasil, su primer torneo a nivel nacional, donde es eliminado por quien sería el campeón del torneo, el Internacional de Porto Alegre con un marcador global de 1-8. También iba a participar en el Campeonato Brasileño de Serie C, pero la edición de ese año no se jugó.
En 1992 no pudo revalidar su título de campeón tras conseguir solo cinco victorias en ocho partidos, y en la temporada de 1996 recibió una goleada de 0-10 ante el Linhares EC, la peor en su historia como equipo profesional, justificada porque la mayor parte del equipo se enfermó de gripe y jugaron solo con ocho jugadores.
El club desaparecería en 1998 luego de que un año antes abandonara las competiciones profesionales.

## Palmarés
- Campeonato Capixaba: 1

1990
- Taça Afonso Matos: 1

1948

## Jugadores

### Jugadores destacados
| - Arildo Borges - Flávio - Índio | - Zé Carlos Baiano - Zé Gatinha - Binha |

## Entrenadores

### Entrenadores destacados
- Marcos Antônio Magalhães